# 崇青水库
39°47′53″N 116°04′53″E / 39.7981171°N 116.0812832°E
崇青水库是位于北京房山区东北的水库。拦截小清河的支流刺猬河。
崇青水庫的前身是清朝惠端親王綿愉和其子惠敬郡王奕詳的園寢。
崇青水库于1957-1960年建成。水库分崇各庄、青龙头两个库区。最大面积4.5平方公里，常年水面面积300万平方米，总库容2900万立方米（现为2590万立方米），控制流域102平方公里。有2座主坝、2座副坝、1座正常溢洪道、1座非常溢洪道、2条输水隧洞和漫水河引渠。崇各庄主坝高16米，顶长1127米；青龙头主坝高18.4米，坝顶长350米。年平均供水1500万立方米。汛限水位71.5米。